# Premio TV - Premio regia televisiva 2006
La quarantaseiesima edizione del Premio Regia Televisiva, condotta da Milly Carlucci e Daniele Piombi con Max Giusti, si svolse al teatro Ariston di Sanremo il 18 marzo 2006 e fu trasmessa in diretta su Rai Uno. La trasmissione si è avvalsa dell'Orchestra Terra d'Otranto diretta dal maestro Antonio Palazzo.

## Premi

### Top Ten
- Zelig Circus (Canale 5)
- Che tempo che fa (Rai Tre)
- Ballando con le stelle (Rai Uno)
- Striscia la notizia (Canale 5)
- Quelli che il calcio (Rai Due)
- Le Iene (Italia 1)
- Unomattina (Rai Uno)
- Markette (LA7)
- Sky Calcio Show (Sky Sport)
- L'eredità (Rai Uno)

### Miglior programma in assoluto
- L'eredità (Rai Uno)

### Miglior programma per la giuria
- Ballando con le stelle (Rai Uno)

### Miglior personaggio femminile
- Simona Ventura

### Miglior personaggio maschile
- Ezio Greggio

### Personaggio rivelazione
- Pupo

### Miglior fiction
- Il Grande Torino (Rai Uno)

### Miglior TG
- TG1